# Westlink M7
Pour les articles homonymes, voir M7.

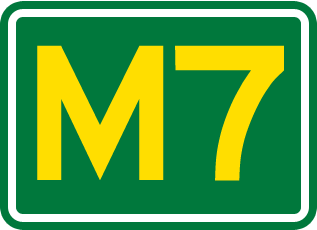
Plaque de signalisation de la Metroad 7

Westlink M7 - anciennement Western Sydney Orbital - est l'une des autoroutes de Sydney faisant partie de la Metroad 7 et du Sydney Orbital Network. Elle relie trois Metroads: la M5 à Prestons, la M4 à Eastern Creek et la M2 à Baulkham Hills. Elle a ouvert le 16 décembre 2005, huit mois en avance.

## Compléments